# Isola di Ariano

L'isola di Ariano est un territoire d’origine alluvionnaire de plaine, presque au niveau de la mer, protégé par d’importantes digues naturelles, à l’extrême sud/est de la région de Vénétie. L'île est délimitée par les bras du Pô de Goro au sud/ouest, par le Pô de Venise au nord et par le Pô de Gnocca au sud/est. La superficie actuelle dépasse les 178 km2.
- La carte sur la photo de droite, représente entre autres, l’île avant le Porto Viro#Taglio di Porto Viro de 1600, la superficie étant alors d’à peu près 36 km2.

Le territoire fait partie du delta du Pô et comprend entièrement les communes de Ariano nel Polesine, Corbola et Taglio di Po, en Province de Rovigo.
La partie sud/ouest, longue d’environ 45 km, s’étend sur toute la longueur du Pô de Goro, lequel fait aussi frontière entre les régions de Vénétie et de l’Émilie-Romagne.
Du point de vue hydrogéologie, des lits d’anciennes rivières sont encore visibles (anciens lits du Pô abandonnés et enfermés dans les couches alluvionnaires). La présence de tourbières témoigne de la jeunesse du territoire qui devient plus sablonneux au voisinage de la mer. Comme sont encore visibles les excavations de tourbe, les dunes fossilisées, témoignage de l’antique rivage de la mer, formé voilà plus de 2 000 ans.

## Alluvions
Jusqu’à la construction des grands remblais au XXe siècle, l’île a toujours été sujette aux alluvions depuis les temps immémoriaux.
Bien que l'Isola di Ariano ne fut pas impliquée dans la catastrophique inondation de 1951 ; elle subit toutefois deux alluvions provoquées par la rupture des remblais du Pô de Goro:
- le 20 juin 1957, la rupture dans la localité de Ca'Vendramin inonda environ 7 700 ha;
- le 2 novembre 1960, la rupture en localité de Riva' inonda environ 800 ha;